# Пески (Руднянский район)
Пески — деревня в Руднянском районе Смоленской области России. Входит в состав Кругловского сельского поселения. Население — 19 жителей (2007 год). 
Расположена в западной части области в 5 км к западу от Рудни, в 6 км южнее автодороги А141 Орёл — Витебск. В 1,5 км севернее деревни расположена железнодорожная станция О.п. 462-й км на линии Смоленск — Витебск. 

## История
В годы Великой Отечественной войны деревня была оккупирована гитлеровскими войсками в июле 1941 года, освобождена в октябре 1943 года.